# پاردوپرونوکس
پاردوپرونوکس (انگلیسی: Pardoprunox) یک داروی ضدپارکینسونی است برای درمان بیماری پارکینسون ساخته شده است که پیش از کارآزمایی به مرحله سوم آزمایش‌های بالینی رسیده است.